# Grieskirchen
Grieskirchen là một đô thị ở nước Áo. Đô thị này có diện tích 11,7 km², dân số thời điểm ngày 31 tháng 12 năm 2005 là 4841 người. Đây là huyện lỵ của huyện Grieskirchen của Oberösterreich, trong thung lũng Trattnachtal.